# Boriszpili légibázis
A Boriszpili légibázis (ukránul: Авіабаза Бориспіль, magyar átírásban: Aviabaza Boriszpil) az Ukrán Légierő egyik bázisa a Boriszpili nemzetközi repülőtér mellett.
A boriszpili légibázis lényegében az 1950-es évek elején megnyitott egykori katonai repülőtér katonai használatban maradt része. A Boriszpili nemzetközi repülőtér közvetlen szomszédságában, attól keletre terül el. A bázis csak állóhelyekből, gurulóutakból, valamint kiszolgáló létesítményekből áll, a katonai gépek a nemzetközi repülőtér kifutópályáját használják.
1977 óta a bázison állomásozik a 15. szállítórepülő dandár. Emellett az Ukrán Légierő szállító gépei, főként az Ukrán Védelmi Minisztérium központi apparátusának rendelkezésére álló repülőgépek használják. A bázison rendszeresen megfordulnak az Ukrán Légierő Il–76-os szállító repülőgépei. Főbejárata a bázis északi oldalán helyezkedik el, a Kijevből Boriszpilbe vezető főútról nyílik.